# Jean Bergeret (psychanalyste)
Pour les articles homonymes, voir Jean Bergeret et Bergeret.
Jean Bergeret est un médecin, psychanalyste et professeur d'université français né à Oullins le 13 août 1923 et mort le 11 juillet 2016 à Francheville.

## Biographie
Jean Bergeret est le fils de Henri Bergeret, membre de Combat et de Témoignage chrétien, membre de la seconde Assemblée nationale constituante (Loire) et député de la Loire de 1946 à 1951.
Jean Bergeret est dès l'âge de 20 ans l'animateur de la résistance chrétienne dans la Loire. Il préside la diffusion des Cahiers et du Courrier du témoignage chrétien. Il est l'adjoint de Jean Perrin à Combat.

## Parcours professionnel
Il a soutenu sa thèse en 1948 et s'est spécialisé en pédiatrie. Il sort découragé d'une période d'internat en psychiatrie imposée en période de guerre. Au Maroc, il rencontre René Laforgue qui l'initie à la psychanalyse à laquelle il consacrera la suite de sa carrière. Il reprend sa formation en psychiatrie, puis fait une thèse en sciences humaines sur le normal et le pathologique, sous la direction de Didier Anzieu. Il s'installe à Lyon où il participe à la fondation du groupe lyonnais de la Société psychanalytique de Paris (SPP) et devient professeur en psychologie clinique.
Il a été l'un des premiers psychanalystes à s'intéresser aux toxicomanes du point de vue théorique et clinique. C'est à cette époque qu'il élabore son concept de violence fondamentale qu'il voit comme l'expression d'un besoin de vivre dans un rapport de dualité entre vie et mort : Eros, contre la pulsion de destructivité freudienne. Il n'accepte pas l'idée de pulsion de mort qu'il considère comme une spéculation philosophique plus que comme un concept métapsychologique.

## Publications

### Ouvrages de Jean Bergeret
- La personnalité normale et pathologique, Paris, Dunod, 1974, rééd. 1996, 3e édition, 2003,  (ISBN 2100030078).
- La Dépression et les états-limites, Paris, Payot, 1975, rééd. 1992,  (ISBN 2228885975).
- Toxicomanie et personnalité, Paris, PUF, coll. "Que sais-je ?", 1982, 4e édition, 1994,  (ISBN 213045884X).
- La Violence fondamentale, Paris, Dunod, 1984,  (ISBN 2100049259).
- Les interrogations du psychanalyste, Paris, PUF, 1987.
- Le petit Hans et la réalité, Paris, Payot, 1987,  (ISBN 2228224308).
- Le Toxicomane parmi les autres, Paris, Odile Jacob, 1990.
- La Violence et la Vie, Paris, Payot, 1994.
- Freud, la violence et la dépression, Paris, PUF, 1995.
- Sigmund Freud, suite et poursuite, Paris, Dunod, 2009, avec la collaboration de M. Houser.

### Ouvrages sous la direction de Jean Bergeret
- J. Bergeret et coll., Abrégé de psychologie pathologique, Paris, Masson, collection "Abrégés", 10e édition,  2008,  (ISBN 2294701747).
- J. Bergeret et coll., Le Toxicomane et ses environnements, Paris, PUF, 1980.
- J. Bergeret, M. Fain et M. Bandelier, Le psychanalyste à l'écoute du toxicomane, Paris, Dunod, 1981,  (ISBN 2040113983).
- J. Bergeret, J. Leblanc et coll., Précis des toxicomanies, Paris, Masson, 1983.
- J. Bergeret, W. Reid et coll., Narcissisme et états-limites, Paris, Dunod, 1986.
- J. Bergeret et coll., La cure psychanalytique sur le divan, Paris, Sand & Tchou, 1988,  (ISBN 2710702347).
- J. Bergeret et coll.,  La Pathologie narcissique, Paris, Dunod, 1996,  (ISBN 2100028898).
- J. Bergeret et coll., L’Érotisme narcissique, Paris, Dunod, 1999.
- J. Bergeret et M. Houser, La Sexualité infantile et ses mythes, Paris, Dunod, 2001.
- J. Bergeret et M. Houser, Le Fœtus dans notre inconscient, Paris, Dunod, 2004.